# ماتيا غاللون
ماتيا غاللون (بالإيطالية: Mattia Gallon)‏ (30 مايو 1992 في إيطاليا - ) هو لاعب كرة قدم إيطالي في مركز الهجوم. شارك مع منتخب إيطاليا تحت 18 سنة لكرة القدم. أما مع النوادي، فقد لعب مع نادي تريفيزو ونادي كالياري ونادي سافونا ‏ وأولبيا كالسيو 1905 وUSD Nuorese Calcio 1930 ‏.

## وصلات خارجية
- ماتيا غاللون على موقع قاعدة بيانات كرة القدم.إي يو (الإنجليزية)